# おはなし室

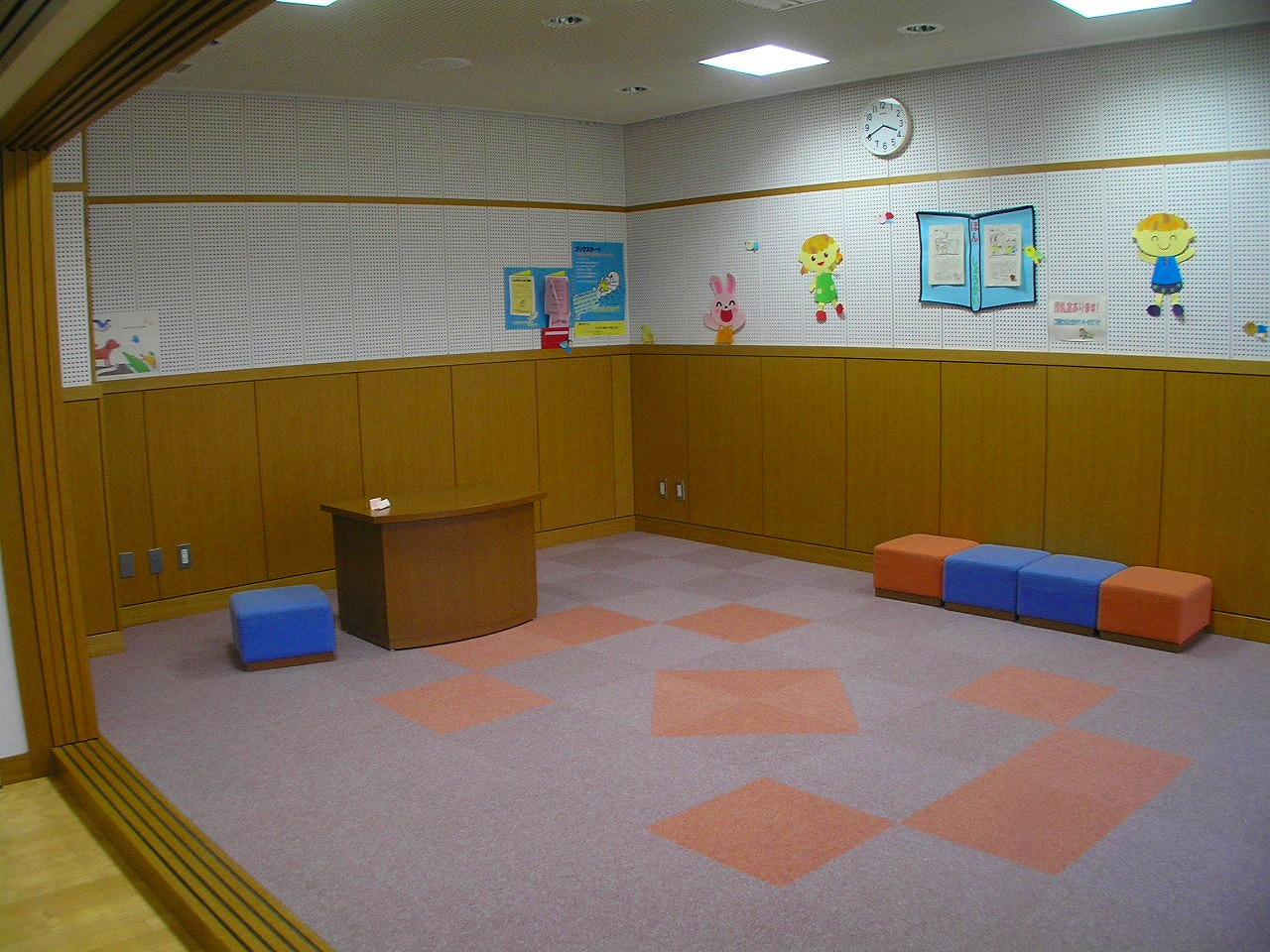
おはなしのへや（丹波篠山市立中央図書館）

おはなし室（おはなししつ）とは、一般的な公立図書館などに設置されている部屋のひとつ。おはなしの部屋（おはなしのへや）と呼ばれることもある。30人前後を収容できることが多い。子どものための図書館サービスである読み聞かせやブックトークを行うために設置される。読み聞かせやブックトーク専用の部屋があることで、周囲への騒音やサービスの中断を気にする必要がなく効果的にできる。児童室の一部に絨毯やマットを敷いたコーナーを設けておはなし室の代用としている図書館もある。